# Transnational Institute
Het Transnational Institute (TNI) is een internationale denktank voor progressieve politiek. Het instituut vestigde zich in 1974 in Amsterdam en dient als netwerk voor wetenschappers en activisten. Oorspronkelijk werd het instituut opgericht als de internationale tak van het Institute for Policy Studies, dat gevestigd is in Washington. Inmiddels is het Transnational Institute onafhankelijk van het IPS. Het TNI publiceert onderzoeken en organiseert debatten, congressen en seminars.
Het TNI ontvangt een deel van zijn financiering van de Samuel Rubin Foundation uit New York. Bovendien krijgt het instituut op projectbasis steun van uiteenlopende fondsen, zoals kerkelijke instellingen, vredesbewegingen, milieuorganisaties, Europese ministeries van ontwikkelingssamenwerking, de Europese Unie en uit privéfondsen in de Verenigde Staten en Europa.

## Programma's
De programma's van het Transnational Institute liggen op een breed terrein van onderzoek, politieke vertegenwoordiging en activiteiten van netwerken van burgers.
- Het Alternative Regionalisms programma houdt zich bezig met ontwikkelingsvraagstukken vanuit het perspectief van sociale bewegingen en regionale coalities van burgerorganisaties in Afrika, Azië en Latijns-Amerika. Het faciliteert de uitwisseling tussen regio's in het Zuiden of tussen het Zuiden en het Noorden door middel van zogeheten 'volkeren dialogen' (people's dialogues).
- Het Drugs and Democracy programma analyseert wereldwijde trends in drugsbeleid en promoot een pragmatische benadering bij de aanpak van drugs die gebaseerd is op schadebeperking. Het TNI heeft in de regio's van de Andes en Amazone, Afghanistan en Birma onderzoek gedaan naar de relatie tussen drugshandel en conflicten. Het instituut probeert het politieke debat over drugshandel, het bevorderen van democratie en algemene gezondheidszorg te beïnvloeden op zowel het niveau van de Verenigde Naties als dat van regionale beleidsmakers.
- Het New Politics programma houdt zich bezig met innovatie en experimenten door sociale bewegingen, progressieve politieke partijen en regeringen wereldwijd. Het bevordert nieuwe denkwijzen en beleidsvoorstellen over inspraak, politieke organisatie, stedelijk beheer en rurale democratisering.
- Het Environmental Justice project bewaakt de negatieve invloed van emissiehandel, sociale en economische rechtvaardigheid en werkt aan het ontwikkelen van acties door lokale gemeenschappen.
- Het Militarism and Globalisation project analyseert de veranderende kaders van militaire interventie en de verspreiding van nieuwe veiligheidssystemen. De huidige focus omvat onderzoek naar militaire industriële reorganisatie en de verantwoordingsplicht van buitenlandse militaire bases.
- Het Water Justice project richt zich op het vergroten van zeggenschap door burgers over water om te bereiken dat er voor iedereen ter wereld water ter beschikking is. Het programma faciliteert het scheppen van nieuwe regionale en wereldwijde netwerken ter bevordering van publieke samenwerking in de watersector.

TNI publiceerde in 2005/2006 het Public Services jaarboek over effecten van privatisering en hervormingen van de publieke sector wereldwijd.

## Staf
Het TNI wordt geleid door Fiona Dove. De eerste directeur was Eqbal Ahmad, gevolgd door Orlando Letelier.
De huidige medewerkers van het instituut zijn onder andere Susan George, Hilary Wainwright, Praful Bidwai, Walden Bello, John Cavanagh, Achin Vanaik, Boris Kagarlitsky, Phyllis Bennis en Jochen Hippler. TNI's senior medewerkers zijn Saul Landau, Michael Shuman en de Engelse vredesactivist Dan Smith. Onder de voormalig medewerkers waren John Gittings, Fred Halliday, Basker Vashee en Satoko Kishimoto.